# حكومة بولنت أجاويد الأولى
حكومة بولنت أجاويد الأولى تمثل الحكومة التركية السابعة والثلاثون (26 يناير 1974 - 17 نوفمبر 1974) وهي حكومة ائتلافية من حزب الشعب الجمهوري وحزب السلامة الوطني في عام 1974. وكان رئيس الوزراء بولنت اجاويد من حزب الشعب الجمهوري ونائب رئيس الوزراء نجم الدين اربكان من حزب السلامة الوطني.

## الانتخابات
في الانتخابات التي أجريت في 14 أكتوبر 1973، حصل حزب الشعب الجمهوري على 185 مقعدا وحصل وحزب السلامة الوطني على 48 مقعدا من أصل 450 مقعدا. وكان حزب الشعب الجمهوري حزبا اجتماعيا ديمقراطيا، وحزب السلامة الوطني حزبا إسلاميا. ولكن على الرغم من الاختلاف الكبير بينهما أيديولوجيًا، شكل الحزبان ائتلافا.

## الحكومة
| العنوان                         | الاسم                 | الحزب          |
| ------------------------------- | --------------------- | -------------- |
| رئيس الوزراء                    | بولنت أجاويد          | الشعب الجمهوري |
| نائب رئيس الوزراء               | نجم الدين أربكان      | السلامة الوطني |
| وزير الدولة                     | اورهان أيوب اوغلي     | الشعب الجمهوري |
| وزير الدولة                     | اسماعيل حقي بيرلر     | الشعب الجمهوري |
| وزير الدولة                     | سليمان عارف امرة      | السلامة الوطني |
| وزير العدل                      | شوكت قازان            | السلامة الوطني |
| وزير الدفاع الوطني              | حسن أست عشق           | الشعب الجمهوري |
| وزير الداخلية                   | أوغوزخان أصيل ترك     | السلامة الوطني |
| وزير الشؤون الخارجية            | طوران غونيش           | الشعب الجمهوري |
| وزير المالية                    | دنيز بايكال           | الشعب الجمهوري |
| وزير التربية الوطنية            | مصطفى أوستونداغ       | الشعب الجمهوري |
| وزيرالاشغال العامة              | ايرول جيفيكجة         | الشعب الجمهوري |
| وزير التجارة                    | فهيم أداك             | السلامة الوطني |
| وزير الصحة والضمان الاجتماعي    | صلاح الدين سيزر أوغلي | الشعب الجمهوري |
| وزير الجمارك والاحتكارات        | محمود تركمان اوغلي    | الشعب الجمهوري |
| وزير الزراعة                    | كوركوت أوزال          | السلامة الوطني |
| وزير النقل                      | فردا كولاي            | الشعب الجمهوري |
| وزير العمل                      | اوندر ساف             | الشعب الجمهوري |
| وزير الضمان الاجتماعي           | خيرالدين يوسال        | الشعب الجمهوري |
| وزير الصناعة                    | عبد الكريم دورغو      | السلامة الوطني |
| وزير الثقافة والسياحة           | اورخان بيرغت          | الشعب الجمهوري |
| وزير الاعمار والاستيطان         | علي توباز             | الشعب الجمهوري |
| وزير الطاقة والموارد الطبيعية   | جاهد كايرا            | الشعب الجمهوري |
| وزير الشؤون القروية والتعاونيات | مصطفى أوكي            | الشعب الجمهوري |
| وزير الغابات                    | أحمد شينر             | الشعب الجمهوري |
| وزير الشباب والرياضة            | مصلح الدين يلماز متا  | الشعب الجمهوري |

## منجزاتها

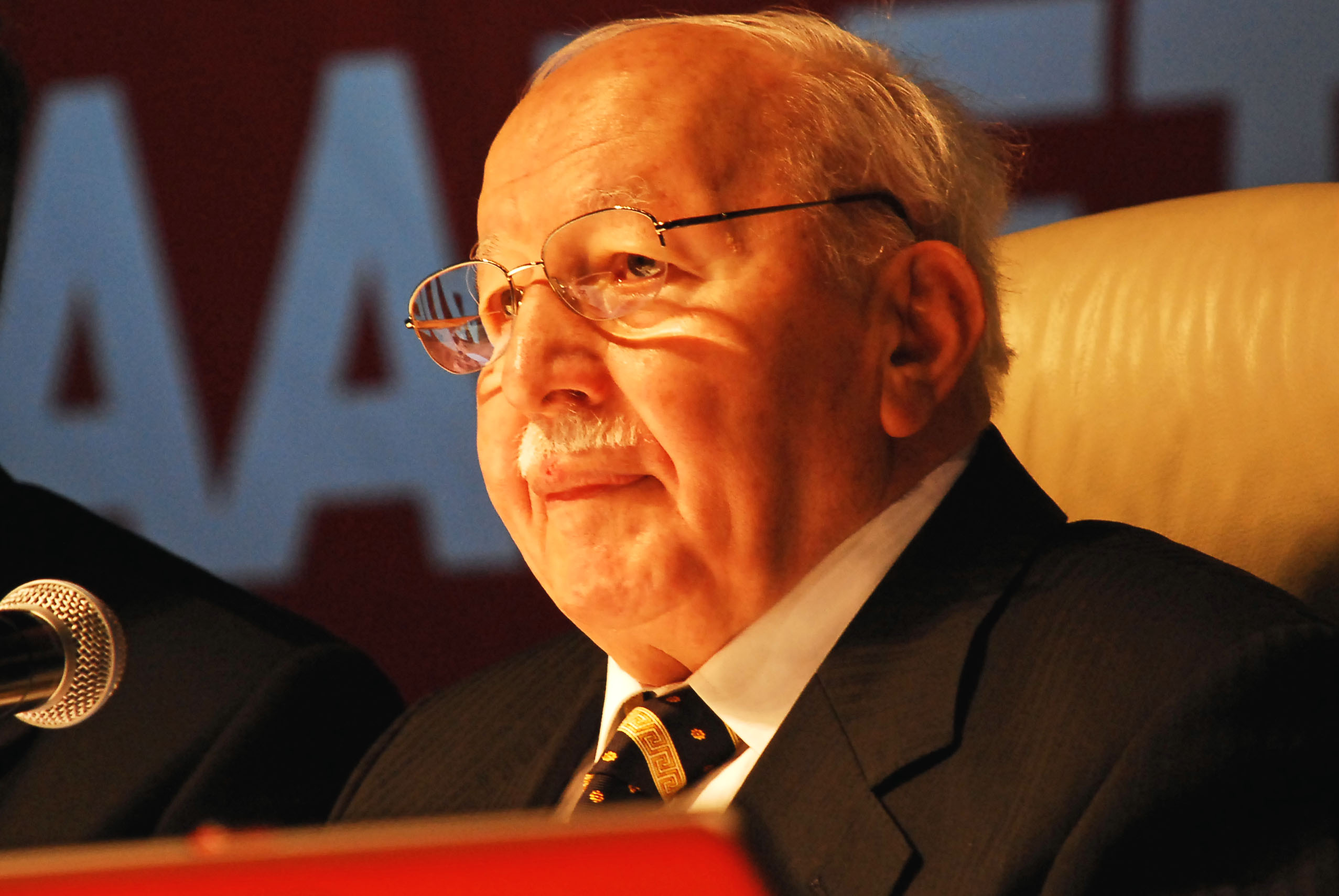
نجم الدين أربكان نائب رئيس الوزراء

دخلت القوات المسلحة التركية قبرص بأمر الحكومة في 20 يوليو 1974 في أعقاب الانقلاب القبرصي في 15 يوليو 1974. الذي حدث بأمر من المجلس العسكري في اليونان، نفذه الحرس الوطني القبرصي بالاشتراك مع المنظمة الوطنية للمقاتلين القبارصة أيوكا- بي (وهي منظمة يونانية قومية يمينية شبه عسكرية أسسها الجنرال جورجيوس جريفاس وتهدف إلى توحيد قبرص واليونان) مطيحين بالرئيس القبرصي رئيس الأساقفة مكاريوس الثالث، ونُصِّب نيكوس سامبسون رئيسًا. كان الهدف من الانقلاب توحيد قبرص واليونان (حركة إينوسيس: حركة المجتمعات اليونانية المختلفة التي تعيش خارج اليونان وتدعو لدمج المناطق التي يعيشون فيها مع الدولة اليونانية) وإعلان جمهورية قبرص اليونانية.
وجاء تدخل القوات التركية في قبرص في يوليو 1974 لمنع ضم قبرص لليونان والحفاظ على حقوق القبارصة الاتراك واستولت القوات التركية على %3 من الجزيرة قبل إعلان وقف إطلاق النار، وانهار المجلس العسكري اليوناني وحلّت محله حكومة ديمقراطية. في أغسطس 1974 أدى تدخل تركي آخر إلى الاستيلاء على نحو %37 من الجزيرة، وأصبح خط وقف النار بدءًا من أغسطس 1974 منطقةً عازلةً تابعة للأمم المتحدة في قبرص (منطقة منزوعة السلاح تسيطر عليها قوات الأمم المتحدة لحفظ السلام في قبرص) ويُشار إليه عادة باسم الخط الأخضر.